# Hyperfiction
«Hyperfiction» (дав.-гр. ὑπέρ — над, вище; англ. fiction — літературний жанр, в основі якого лежить художній вимисел) — збірка фантастикознавчих статей (есеїв) російської письменниці і критика Марії Галіної. Вийшла друком у лютому 2019 року у м. Санкт-Петербург. Книга відкриває серію «Лезо бритви», укладачем якої є російський публіцист-фантастикознавець Василь Владимирський.
Авторські статті, що увійшли до книги, публікувалися раніше у журналі «Новый мир» і відносяться до однойменного циклу Марії Галіної.

## Зміст
Книга носить публіцистичний характер і є рефлексією письменниці на найбільш актуальні теми фантастичних творів — як тих, що встигли стати класикою жанру, так і нових, нерідко маловідомих широкому загалу. У збірці, зокрема, наявний аналіз тем підземелля (підземного життя), сліпоти у фантастиці жахів, «посмертя», фантастичних тварин, а також містично-езотеричної літератури, фантастичної поезії, ряду фентезі-циклів, альтернативно-історичні конструкції, порубіжної з «мейнстрімом» літератури. Матеріали про утопії та антиутопії виокремлено у відповідні розділи.
У збірці проналізовано й творчість окремих письменників — Мервіна Піка, Чайни М'євіля, Урсули Ле Гуїн та ін. Крім цього розглянуто окремі твори: роман Жуля Верна «20000 льє під водою», «Людина у високому замку» Філіпа Діка, «Соляріс» Станіслава Лема, «Телурія» Володимира Сорокіна і т. ін. Автор також розглядає таке порівняно нове явище в фантастичній літературі, як фанфіки.
У книзі є кілька рецензій на твори українських фантастів.

## Нагороди
У 2018 році циклу «Hyperfiction» було присуджено «АБС-премію» у номінації «Критика і публіцистика». В червні 2019 року Марія Галіна стала лауреатом премії «Неистовый Виссарион» уже як автор книги (спеціальна премія «За творчу сміливість»).